# Żelice (województwo wielkopolskie)
Żelice – wieś w Polsce położona w województwie wielkopolskim, w powiecie wągrowieckim, w gminie Wągrowiec.
| SIMC    | Nazwa       | Rodzaj                 |
| ------- | ----------- | ---------------------- |
| 0532300 | Józefowo    | część wsi (do 2023 r.) |
| 1008831 | Michałowice | część wsi              |

W pierwszej wzmiance z 1278 roku wymieniony jest Ottone de Zilicz. W 1282 roku wieś osadzono na niemieckim prawie wiejskim. Najstarsza część wsi to zabudowania zgrupowane wokół trójkątnego, wydłużonego placu. Na wschód od niego neobarokowy pałac Nieżychowskich z 1884 roku, otoczony zaniedbanym parkiem krajobrazowym (12,52 ha) z 2 połowy XIX wieku, ze stawem i pomnikowymi drzewami, m.in. jesionami o obwodach do 540 cm, lipami szerokolistnymi do 410 cm i lipą krymską 490 cm. Przez park przepływa rzeczka Rudka. Obok folwark ze spichrzem z 1884 roku i gorzelnią z 1906 roku. 
W latach 1975–1998 miejscowość należała administracyjnie do województwa pilskiego.
Znajduje się tu neobarokowy pałac Nieżychowskich z XIX wieku.

## Przypisy

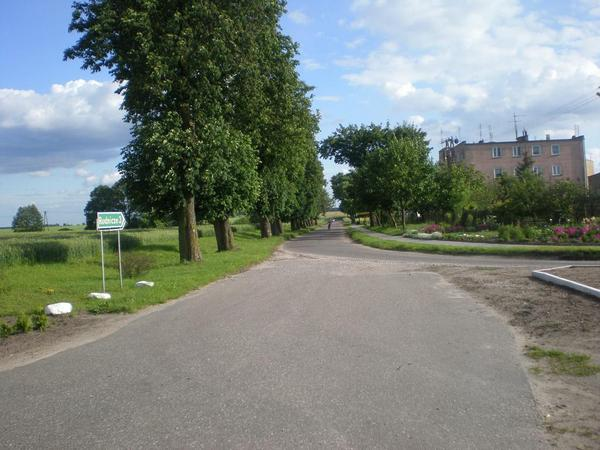
Droga do Wągrowca.
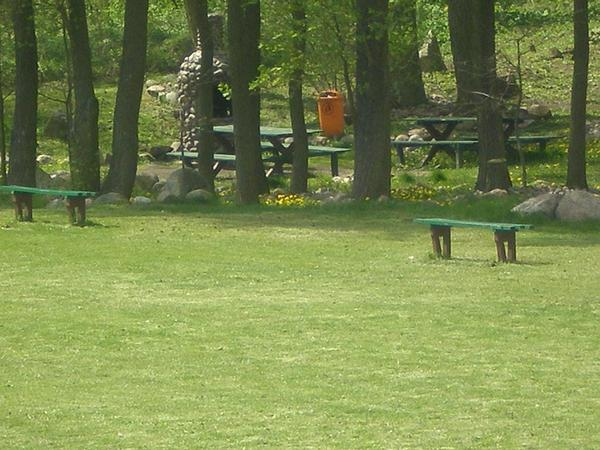
Park i boisko w Żelicach.
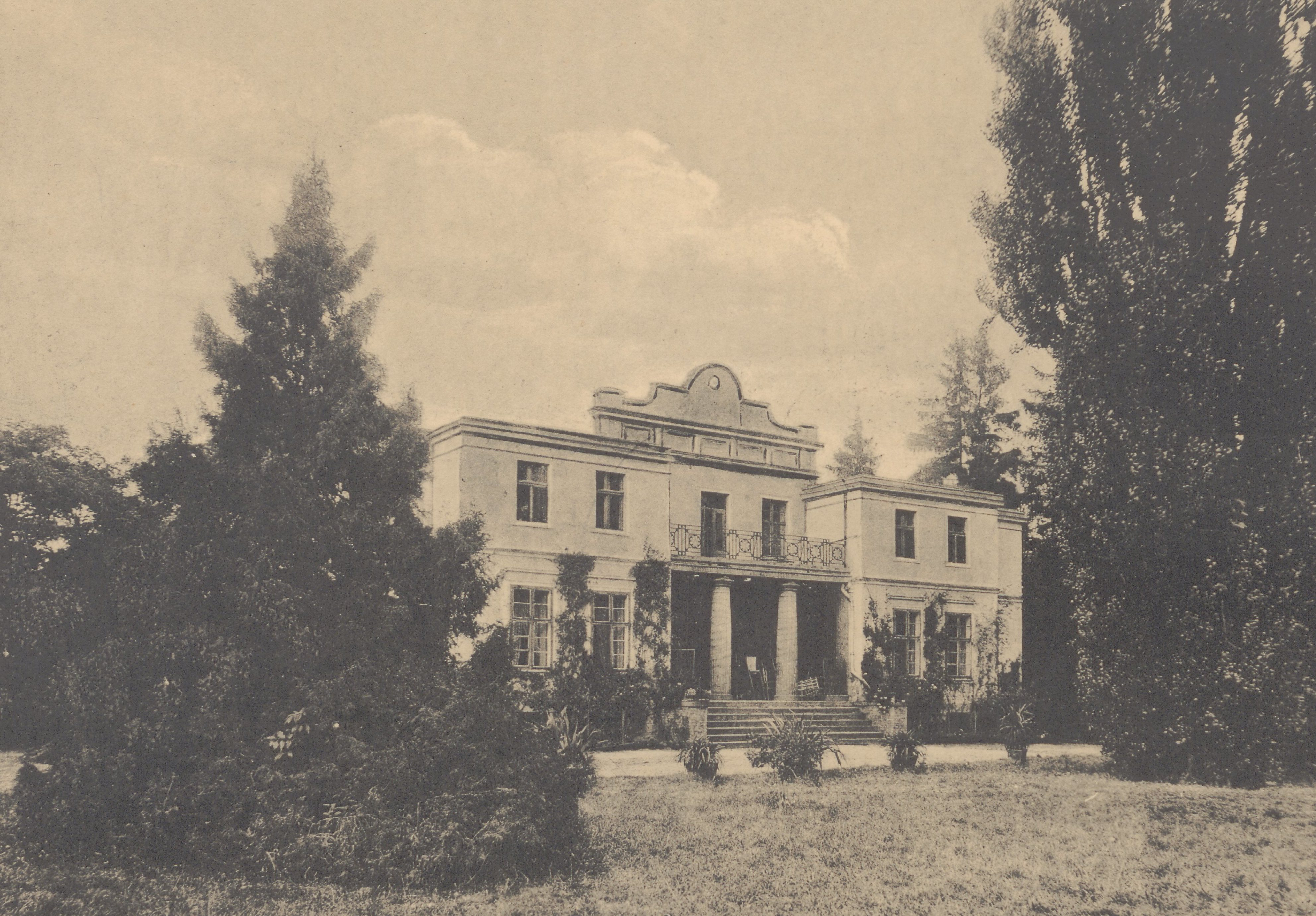
Widok pałacu przed 1912